# Дзвіниця Домницького монастиря
Дзвіниця Домницького монастиря — дзвіниця та пам'ятка архітектури місцевого значення у Домниці.

## Історія
Рішенням виконкому Чернігівської обласної ради народних депутатів від 26.06.1989 № 130 надано статус «пам'ятник архітектури місцевого значення» з охоронним № 63-Чг/3 під назвою «Дзвіниця». Встановлено інформаційну дошку.

## Опис
Входить до комплексу споруд Домницького монастиря. Надбрамна дзвіниця та стіни монастиря збудовані в період 1800—1806 років на замовлення графа Іллі Безбородка. Також у цей період було збудовано кам'яний собор Різдва Богородиці, келії. Дзвіниця була перебудована з Миколаївської церкви, побудованої 1774 року, імовірно архітектором Джакомо Кваренгі або його послідовником.
Кам'яна, двоярусна, тридольна (тризрубна) дзвіниця. Середня ділянка увінчана напівсферичним куполом (не збереглася). Дзвіниця Домницького монастиря поєднує архітектурні риси українського бароко та класицизму.